# Ангела Госов
Анґела Наталі Госов (нім. Angela Nathalie Gossow; 5 листопада 1974 (50 років), Кельн, Німеччина) — одна з найвідоміших дез-метал -вокалісток із Німеччини. До 17 березня 2014 року була вокалісткою у шведській дез-метал групі Arch Enemy, нині займається її комерційним просуванням і менеджментом. Раніше брала участь у групах Asmodina і Mistress. Є однією з небагатьох успішних вокалісток у жанрі метал-музики, які використовують гроулінг як основний стиль виконання. Найбільший музичний вплив на неї справили: Джефф Вокер із Carcass, Девід Вінсент з Morbid Angel, Чак Біллі з Testament, Джон Тарді з Obituary, Чак Шульдінер з Death, Дейв Мастейн з Megadeth і Роб Галфорд з Judas Priest.

## Кар'єра
Ґосов приєдналася до Arch Enemy у листопаді 2000 року, після звільнення попереднього вокаліста Йохана Лііви . Незадовго до цього Анґела брала інтерв'ю у Крістофера Емотта для німецького інтернет-журналу. Під час інтерв'ю Ґосов передала Емотту демозапис, який вона описує як запис «жахливої якості» її «живого» виступу у клубі. Після того, як Йохан Лііва залишив групу, учасники Arch Enemy запросили її на прослуховування. Емотт каже, що «вона витерла підлогу іншими претендентами».
У березні 2014 року Анґела покинула сцену, щоб більше часу проводити зі своєю родиною і зосередитися на інших захопленнях. Проте, Анґела залишилася в Arch Enemy як менеджерка. Її місце на сцені зайняла Аліса Вайт-Ґлаз.

## Додаткові факти
- Анґела з дитинства вегетаріанка і дотримується здорового способу життя: | Ліві лапки | Я їм тільки сирі продукти, я сувора вегетаріанка. До прикладу, літом я йду до лісу й збираю багато ягід, листя та їм їх прямо там. Це дуже здоровий спосіб життя, тому що я не готую, не варю і не руйную вітаміни й мінерали. Я в гарній формі і ніколи не набирала великої ваги у своєму житті, я завжди була худою й дуже сильною, тому що моя дієта абсолютно здорова. | Праві лапки |
- Вона переконана атеїстка: | Ліві лапки | Все це схоже на інститут зла, і я думаю, що релігія використовується тільки для зловживання владою і проведення воєн… Так, я вперта атеїстка. Що стосується Сатанізму, я вважаю, що це перевернуте Християнство, яке молиться тим самим богам — але для мене нема Бога! Я не сприймаю подібний авторитет, чи то божественний, чи то сатанинський. | Праві лапки |
- Під час тривалих переїздів у гастрольних турах Ґосов пише книгу про жінок у металі:

| Ліві лапки | На метал-сцені більше всього, звичайно, жінок-вокалісток. Причому, найрізноманітніших видів, починаючи від „оперних“ і закінчуючи гроулінгуючими, які кричать і пищать. А найменше жінок-драммерів… тобто, фактично немає зовсім. Дуже важко знайти дівчину, яка б сиділа за барабанами в метал-групі… та й серед гітаристів їх небагато. Рідкісна порода, хех…» | Праві лапки |

- Анґела — модельєрка і дизайнерка одягу для себе та інших учасників Arch Enemy .
- Займається боксом.
- З 2008 року вона є менеджером Arch Enemy і Spiritual Beggars.
- Має двох дітей.

## Дискографія

### Asmodina
1. Your Hidden Fear (Demo, 1991)
2. The Story of the True Human Personality (Demo, 1994)
3. Promo 1996 (Demo, 1996)
4. Inferno (1997)

### Mistress
1. Promo (Demo, 1998)
2. Worship the Temptress (Demo, 1999)
3. Party in Hell (Demo, 2000)

### Arch Enemy
1. Wages of Sin (2001)
2. Burning Angel (2002, EP)
3. Anthems of Rebellion (2003)
4. Dead Eyes See No Future (2004, EP)
5. Doomsday Machine (2005)
6. Live Apocalypse (2006, 2 DVD)
7. Revolution Begins (2007, EP)
8. Rise of the Tyrant (2007)
9. Tyrants of the Rising Sun (2008)
10. The Root of All Evil (2009)
11. Khaos Legions (2011)

### Як запрошена вокалістка
1. Kalisia — Cybion (2009)
2. Never — Questions Within (2009)[3]
3. Astarte — Black at Heart (2007)
4. Amaseffer — Slaves for Life (2008)
5. Annihilator — Couple Suicide (2007)
6. Rise — Pentagramnation (2009)
7. Amaranthe — Do Or Die (2020)

## Сайти
- Офіційний сайт Ангели Ґосов [Архівовано 25 січня 2016 у Wayback Machine.] (англ.)
- Офіційний сайт групи Arch Enemy [Архівовано 24 липня 2008 у Wayback Machine.] (англ.)
- Інтерв'ю Beat magazine
- Darkside.ru — Arch Enemy розповіли про поїздку в Росію [Архівовано 15 листопада 2018 у Wayback Machine.]